# فردریک مک‌کراکن
فردریک مک‌کراکن (انگلیسی: Frederick McCracken; ۱۸ اوت ۱۸۵۹ – ۸ اوت ۱۹۴۹) فرد نظامی اهل بریتانیا بود. وی همچنین برندهٔ جوایزی همچون نشان حمام شده‌است.